# خانه دانایی
خانه دانایی مربوط به اواخر دوره قاجار است و در کرمان، خیابان شهید با هنر، سه راه ایرانمنش، کوچه اول، پ۳۷ واقع شده و این اثر در تاریخ ۲۴ اسفند ۱۳۸۳ با شمارهٔ ثبت ۱۱۶۰۸ به‌عنوان یکی از آثار ملی ایران به ثبت رسیده است.